# 隧道鑽挖機

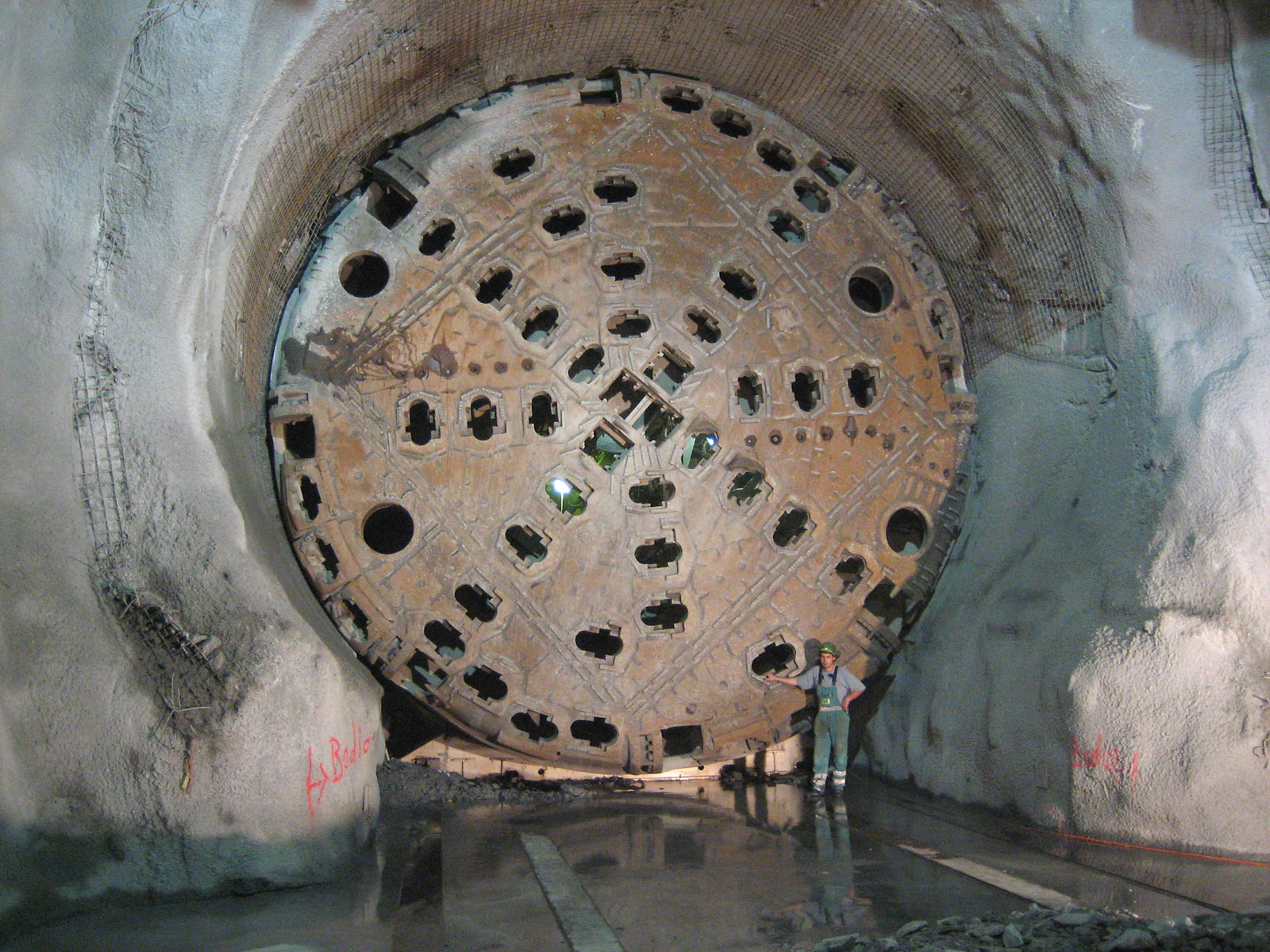
在瑞士聯邦聖哥達基線隧道開挖的全断面隧道掘进机。

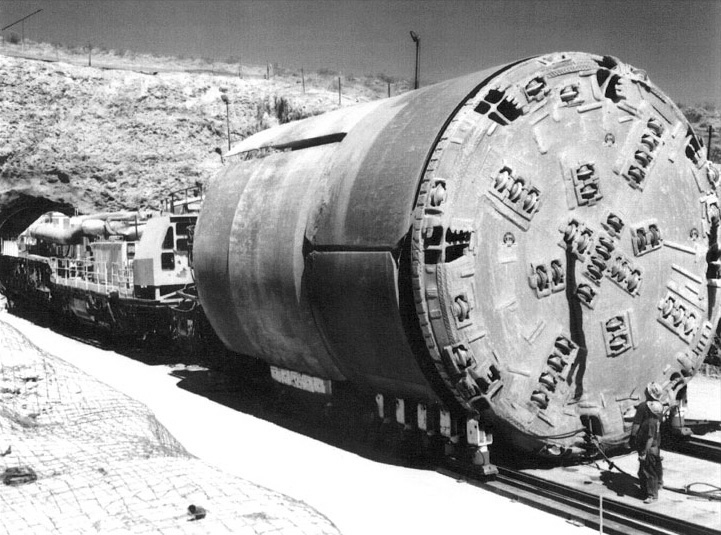
全断面隧道掘进机的正面照片。

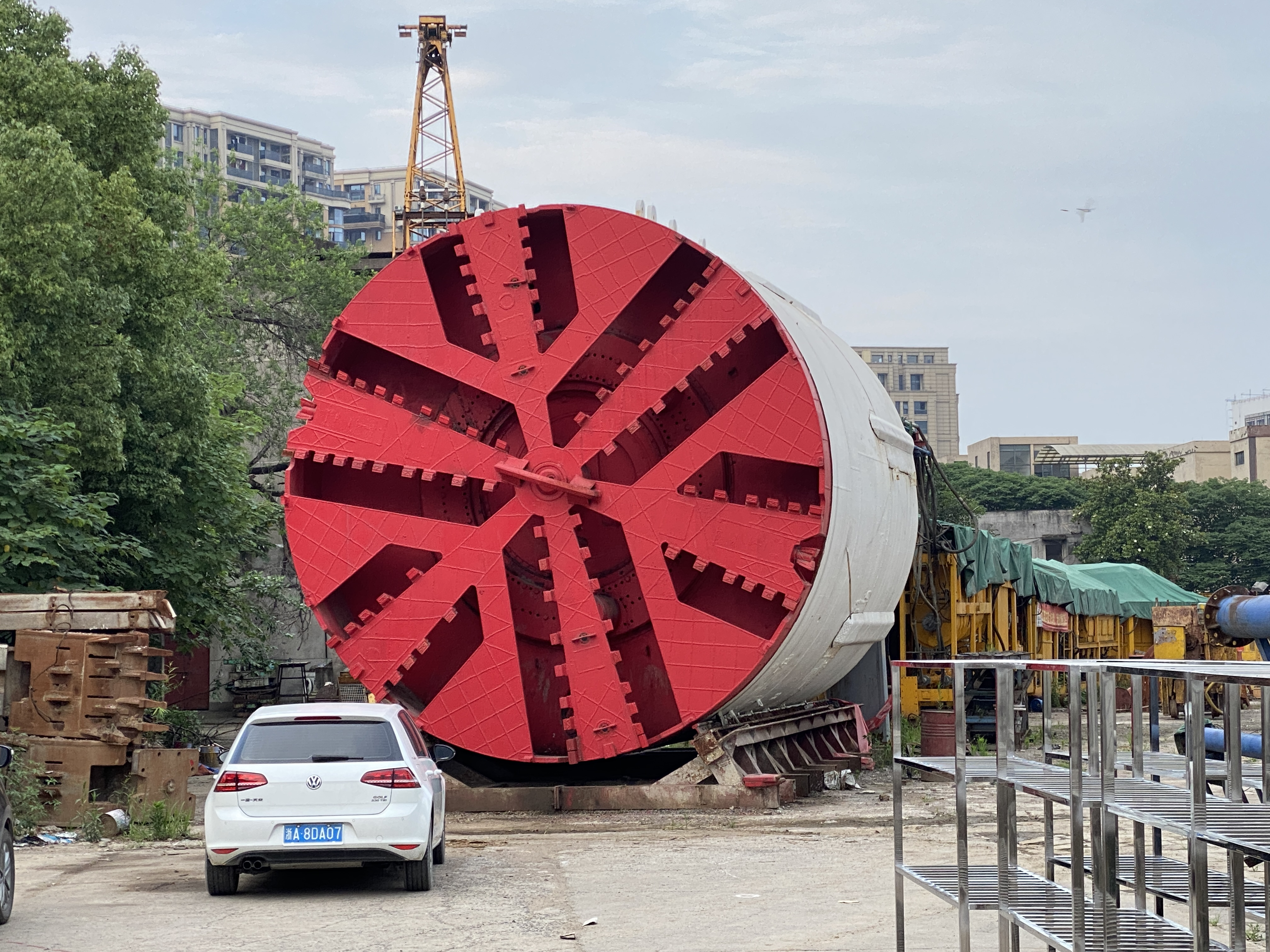
杭州地铁建设中使用的软土隧道盾构机

全斷面隧道掘进机（英語：tunnel boring machine，缩写TBM）也稱隧道潛盾機或盾构机，俗稱小約翰或大約翰（香港舊譯「隧道盾」），是一种專門用来開鑿隧道的大型機具。該機具有一次開挖完成隧道的特色，從開挖、推進、撐開全由該機具完成，開挖速度是傳統鑽炸工法的5倍。然而該機具完全無法模組化，只能依照開挖隧道的直徑訂作，因此購買價格不菲。

## 历史
全斷面隧道鑽掘機於1853年誕生，設計者為Charles Wilson，首用于美國麻薩諸塞州西部的胡萨克隧道的挖掘上，在页岩中边掘进边支护隧道壁。但該台鑽掘機僅僅前進10呎便告損毀，後該隧道改採傳統人工挖掘方式，延遲至1875年始告竣工。全斷面隧道鑽掘機的首起使用成功案例為美國南達科他州的奥阿希大坝，於1952年投入使用，並在1962年竣工。然而隧道鑽掘機的打響名號，仍遲至1988年起的英法海底隧道建設工程。

## 全断面隧道掘进机的分类
全断面隧道掘进机可分为：

### 岩石隧道掘进机
- 开敞式（open-type TBM），也称支撑式TBM或撑靴式TBM。特点是适应硬岩地层，没有盾构，使用支撑靴（gripper）和前后支撑交替撑紧洞壁上以承受TBM向前掘进的巨大反作用力与反扭矩，并可以调整掘进方向。 如果遇到局部不稳定岩层，开敞式TBM可以使用辅助设备打锚杆、加钢丝网、喷混凝土、加圈梁等方法加固，以保持洞壁稳定。当遇到局部特软弱围岩或破碎带，开敞式TBM使用自带的超前钻及灌浆设备，预先固结掘进前方的一段围岩，待围岩强度自稳后再安全掘进。永久性的洞壁衬砌待全线贯通后再集中进行。在西康铁路秦岭隧道施工、天生桥二级水电站引水隧道施工
- 护盾硬岩TBM（shielded hard rock TBM）用于破碎岩层，在TBM后方混凝土衬砌支撑不稳定的洞壁。又可分为：
  - 双护盾TBM（double shield TBM）具有两种模式：在稳定岩层用支撑靴稳定TBM掘进；在不稳定岩层、破碎岩层，用TBM之后的洞壁作为支撑来稳定TBM；若岩層過於堅硬，可輔以地面預鑽及鑽爆工序，使岩層破碎，從而讓TBM更易通過。
  - 单护盾TBM（single shield TBM）用于破碎岩层，依靠混凝土洞壁来支撑稳定TBM

### 软土隧道掘进机
- 开敞式（open-face）软岩掘进机，用于稳定且少水的地层。掘进出的隧道土质洞壁在短期内保持直立稳定，不需要衬砌支护。
- 封闭式（closed-face）或压力平衡式软岩掘进机
  - 土压平衡式（earth pressure balanced）TBM 由刀盘切割土层，切削下来的土进入土仓（也叫开挖舱）并与工作面的水土压力保持平衡。土仓内的螺旋输送机出土量与刀盘的推进量取得平衡，进行连续出土工作。土压的稳定依靠刀盘切削速度、推进力和螺旋输送机的转速联合协调进行。
  - 泥水平衡式（slurry pressure balanced）TBM用于水压很大、地下水丰富的土层掘进（如过江、跨海隧道等）。在刀盘后部为泥水室，里面的泥水与工作面的压力保持平衡，以保证开挖面泥土地层稳定。从泥水室取出的泥水要水-土分离，分离出的水用于泥水室与工作面加压；分离出的土装车运出隧道。

## 特殊的隧道掘进机
大直径超小转弯硬岩隧道掘进机：2021年5月在中铁装备天津公司下线的“抚宁号”硬岩隧道掘进机，开挖直径9.53米，设计转弯半径90米，整机总长85米，总重1700吨。该机用于河北省秦皇岛市抚宁抽水蓄能电站进厂交通洞和通风兼安全洞的施工建设，该工程线路全长2226.7米，最小转弯半径90米，最大设计纵坡9.02%。

## 參與的重要工程
- 1952年，詹姆斯·罗宾斯为美国南达科他州的奥阿希大坝（英语：Oahe Dam）项目开发了首台现代盾构机[3]。
- 1973至1978年，台灣北迴鐵路 的隧道工程。
- 1985年，日本貫通北海道與本州之間的青函隧道。
- 1982至1985年，香港地鐵港島線大多數地下路段（部分連車站月台一併以隧道鑽挖機建造）[4]。
- 1982至1987年，新加坡地鐵南北線及東西線中部分地下路段。
- 1987年12月1日，英法海底隧道。
- 1991年7月，台灣國道五號中的隧道工程：坪林隧道（今雪山隧道）開挖（因臺灣雪山地質破碎，北上線隧道坍塌壓毀TBM導致報廢，而後北上線改為傳統鑽炸法施工）。
- 1994年，香港放流水排放隧道亞公角至花心坑段。
- 1997年12月，中国首次从德国引进2台敞开式TBM，用于西康铁路秦岭隧道I线。
- 2003年，马来西亚精明隧道。
- 2004年，中国武汉长江隧道；2011年，武汉地铁二号线。
- 2000至2001年，香港屯馬綫葵青隧道（由環宇海灣至葵芳輔助設施大樓段；是次工程乃香港首次引進法資承建商為鑽挖機命名的文化；及後，鑽挖機重用於落馬洲支線工程）。
- 2003至2006年，香港東鐵綫落馬洲支線上水至洲頭隧道（塱原濕地下隧道輔以凍土法，避免影響水土；此外，是次鑽挖工程重用西鐵線鑽挖機「木蘭」）。
- 2008年，中国锦屏水电站一号引水隧洞。
- 2009年至2014年，中国深圳廣深港高鐵益田路隧道部分路段。
- 2011至2013年，香港港島線上環至西營盤隧道（香港第二次在鑽挖隧道工程中使用凍土法，以便鋸斷隧道上方阻礙鑽挖的樓宇樁柱；同時亦是世界首次使用隧道拆卸機，以拆卸阻礙鑽挖的舊越位隧道）。
- 2012至2013年，中国北京地下直徑線（又稱前三門隧道）。
- 2013至2019年，香港貫通新界屯門區及大嶼山赤鱲角香港國際機場的屯門至赤鱲角連接路，工程使用高達17.6米，用全球體積最大TBM進行工程。
- 2014年起，沙田至中環線，共使用6台隧道鑽挖機，分別負責馬仔坑遊樂場至鑽石山站、鑽石山站至啟德站、土瓜灣站至何文田站（分上下行隧道）、會展站至金鐘站路段。
- 2014至2017年，香港龍山隧道北段（南段仍採鑽爆工程，於2017年7月完成）。
- 2014年开始建设引汉济渭工程秦岭引水隧道[5]。
- 2016年，武汉轨道交通7号线的三阳路公铁隧道。
- 2018年，深圳地鐵第四期：東莞軌道交通1號線深圳段其中4.3公里隧道、12號線其中約20多公里隧道、13號線其中約16公里隧道、14號線其中46.6公里隧道、16號線其中22公里隧道，軟土、岩石及混合地質鑽挖機均會使用。
- 2019年，中九龍幹線主隧道其中1.5公里路段。
- 2025年，新北萬大線。

## 外部連結
- 全断面隧道掘进机 （页面存档备份，存于）
- TBM全斷面隧道鑽掘機